# Parc Lembitu
Le parc Lembitu est situé à Tallinn dans le quartier de Sibulaküla, entre les rues Lauteri tänav, Kauka tänav, Vambola tänav et Lembitu tänav.

## Description
Le parc Lembitu couvre une superficie de 0,9 hectares. Le parc a été créé en 1953 et des plantes ont été ajoutées par la suite. Le parc abrite 17 taxons de plantes ligneuses : les familles d'arbres les plus nombreuses sont l'érable, le tilleul, le bouleau, l'aubépine et le chêne. Les plus grands arbres sont le marronnier, l'érable de montagne, le tilleul de l'Ouest et le chêne.
Les arbres remarquables du parc Lembitu comprennent le cultivar du chêne commun "Cupressoides", un puissant marronnier et un érable de montagne. Parmi les arbustes, les plus rares sont les puissants troncs noueux et les abondantes floraisons annuelles du lilas hongrois. Ces lilas cultivés en forme d'arbres se trouvent également dans d'autres parcs de Tallinn créés après la guerre et confèrent une personnalité distinctive aux parcs du centre-ville de Tallinn.
Pendant la période de l'RSS d'Estonie, le parc abritait la statue de Hans Pöögelmann à l'extrémité de la rue Vambola tänav. Depuis 2012, le parc Lembitu accueille la sculpture "Kolhoosineiu" ou "Fille avec bol" de Juta Eskel.
En avril 2022, il a été décidé de créer la place de l'Ukraine dans le parc Lembitu.

## Histoire
Le parc Lembitu sous sa forme actuelle a été créé après la Seconde Guerre mondiale, principalement en 1953. Certains grands arbres anciens proviennent des jardins des maisons qui se trouvaient auparavant à cet endroit. Auparavant, la zone était principalement composée de maisons en bois construites au 18ème siècle, mais presque tous les bâtiments de cette zone ont été détruits lors du bombardement du 9 mars 1944. Après la guerre, les ruines ont été démolies, une partie des quartiers environnants a été construite avec de grands immeubles en pierre, et un parc public a été aménagé au centre du quartier selon un plan d'urbanisme.
Le parc a un design géométrique strict et est l'un des meilleurs exemples de conception de parc néoclassique à Tallinn. À l'origine, il comprenait également la zone du bâtiment actuel du Ministère des Affaires étrangères (ancien comité central du PCUS), formant ainsi une ceinture verte continue (appelée la croix verte) qui englobait le parc Lembitu, l'avenue Rävala (alors Lénine), et la place du Théâtre Teatri väljak.
Le parc a pris ses dimensions actuelles en 1969
Le parc Lembitu porte officiellement son nom actuel depuis le 12 avril 1996. Auparavant, le parc a également été connu sous les noms de parc Vambola et parc Pöögelmann.